# Raif Badawi
Raif Badawi, född 13 januari 1984, är en saudisk bloggare och skapare av nätsidan Liberal Saudi Network. Han dömdes i maj 2014 till tio års fängelsestraff, 1000 piskrapp och 1 miljon rialer i böter för att ha förolämpat islam. Han fick de 50 första piskrappen 9 maj 2015. Efter det skulle han få 50 piskrapp varje fredag, men de har förskjutits av hälsoskäl. Reportrar utan gränser har samlat in över 46 000 namnunderskrifter för att Badawi ska befrias. Frank-Walter Steinmeier har beskrivit straffet som "grymt, fel, orättvist och helt oproportionerligt" (grausam, falsch, ungerecht und völlig unverhältnismäßig).
Badawi har beskyllts för apostasi, något som kan bestraffas med dödsstraff, med motiveringen att han sagt att judar, kristna, muslimer och ateister är likvärdiga.
Badawis fru Ensaf Haidar(en) flydde 2013 med deras barn till Kanada, där de fick politisk asyl.
Badawi mottog Sacharovpriset 2015. Han mottog Deutsche Welles första Freedom of Speech Award. 2016 blev han av Göteborgs Handels- och Sjöfartstidning utsedd till Årets Holme.
Badawi släpptes fri den 11 mars 2022, men är alltjämt (mars 2022) belagd med reseförbud och har därför inte kunnat återförenas med sin familj som sedan 2013 vistas i Kanada.